# فون آنسکا ماگاسینت
فون آنسکا ماگاسینت (به سوئدی: Von Ahnska magasinet) یک ساختمان قدیمی در شهر اومئو، سوئد است.
این ساختمان در سال ۱۸۸۸ ساخته شده و در گذشته از آن به عنوان انبار استفاده میشده است، ساختمان فون آنسکا ماگاسینت از آتش‌سوزی بزرگ شهر اومئو در سال ۱۸۸۸ سالم مانده است و هم‌اکنون در فهرست ساختمان‌های قدیمی کشور سوئد ثبت شده است.